# Segretario di Stato (Ancien Régime)
Segretario di Stato era la designazione ufficiale, sotto l'Ancien Régime in Francia, dei funzionari della Corona che ricoprivano un ruolo equivalente a quello dei ministri governativi odierni. La carica fu istituita nel 1547, ma i segretari acquisirono importanza solo dopo il 1588. I vari segretari di Stato erano considerati parte dei Grandi Ufficiali della Corona di Francia.
Ogni segretario di Stato era inizialmente responsabile di un dipartimento geografico, cioè di un insieme di province e di paesi stranieri nell'estensione di dette province (il segretario di Stato che aveva la Guyenne nel suo dipartimento era ad esempio responsabile delle spedizioni con la Spagna). Le competenze venivano poi distribuite per dipartimento specializzato, cioè per ambito funzionale di competenza (Regia, Affari Esteri, Guerra, Marina, ecc.). La prima specializzazione monotematica risale al 1588 con l'arrivo di Louis Revol come segretario di Stato agli Affari Esteri, in sostituzione di Nicolas de Neufville, signore di Villeroy.
Nei loro vari dipartimenti, i segretari di Stato consigliavano il sovrano, controfirmavano e trasmettevano le decisioni reali (dichiarazioni ed editti).

## Storia
I segretari di Stato furono creati con lettere patenti da Enrico II nel 1547. Un regolamento del 1º aprile 1547, dispone una divisione delle province del Regno di Francia e dei territori stranieri in quattro settori. Questa divisione è attribuita a quattro segretari che si occupano sia degli ordini (comandamenti) sia delle finanze del re. Questi segretari lavorano come consiglieri reali e sono presenti al Consiglio del re, dove prendono parte alle decisioni di governo. I primi quattro segretari di Stato nominati furono Guillaume Bochetel, Cosme Clausse, Jean du Thier e Claude de l'Aubespine.
Furono chiamati segretari di Stato nel 1558, designazione confermata dai regolamenti del 21 dicembre 1560. La funzione acquistò vera importanza a partire dal 1588. Dalla metà del XVI secolo divennero figure importanti i quattro segretari di stato, che controfirmarono le ordinanze dei re. I suoi titolari furono poi assimilati ai Grandi ufficiali della Corona.

## Organizzazione
Ogni segretario di Stato era a capo di un dipartimento di Stato specializzato con un'area funzionale di competenza (Guerra, Affari Esteri, Marina, Maison du Roi, Affari Protestanti) e un'area geografica di competenza (diverse province). I segretari davano consiglio al re e controfirmavano (o cofirmavano) e acceleravano le decisioni reali (editti e dichiarazioni).
Quando apparvero sotto Enrico II, i segretari di Stato erano 4 ed erano quasi sempre questo numero. Sotto Luigi XV, questo numero fu portato a 5 due volte: dal settembre 1718 fino alla morte del cardinale Dubois, poi dalla fine del 1763 fino al 1780, quando fu creato un quinto dipartimento per Bertin, essenzialmente sui casi precedentemente trattati dalla finanza.
I segretari di Stato erano membri del "Conseil privé" del re, ma raramente partecipavano alle sue sessioni. I segretari della guerra e degli affari esteri partecipavano al "Conseil royal de commerce". Tutti i segretari di stato erano membri del "Conseil des Dépêches".
Il segretario di Stato per gli affari esteri veniva tradizionalmente nominato con il titolo onorifico "ministre d'État" quando assumeva la sua carica. Gli altri segretari di solito guadagnavano questo titolo nel tempo.
I segretari di Stato erano nominati dal re e le loro posizioni erano revocabili. Tuttavia, i loro uffici richiedevano un acquisto (tra 500.000 e 900.000 livres), e questa tassa di solito includeva un certificato, o "brevet de retenue", che consentiva il rimborso in caso di dimissioni.
La funzione di Segretario di Stato fu abolita sotto la reggenza, durante il sistema della polisinodia (1715-1718). Furono sostituiti da consigli specifici, sette in numero: il Consiglio di coscienza (affari morali e religiosi), il Consiglio degli affari esteri, il Consiglio di guerra , il Consiglio delle finanze , il Consiglio degli affari interni del Regno , il Consiglio della Marina, il Consiglio del Commercio (dicembre 1715). Nel 1718, il reggente ristabilì la carica di segretario di Stato.

## Attribuzioni
Generalmente c'erano quattro, a volte cinque, segretari di Stato:
- Segretario di Stato per gli Affari Esteri
- Segretario di Stato per la Guerra
- Segretario di Stato della Marina
- Segretario di Stato della Maison du Roi (la "Maison du Roi" era il seguito reale e la guardia militare personale del re), che supervisionava anche il clero, gli affari di Parigi e gli edifici del re.
- Segretario di Stato per gli Affari Protestanti (unito al segretario della Maison du Roi nel 1749).

Le posizioni di Segretario di Stato per gli Affari Esteri e per la Guerra sono rimaste invariate, ma le competenze e il numero degli altri segretari sono variati nel tempo.
Non esisteva un segretario degli Interni, poiché i segretari di Stato si dividevano tra loro l'amministrazione delle province:
- Il segretario di Stato per la Guerra supervisionava le province di confine.
- Il segretario di Stato della Maison du Roi sovrintendeva alle province che avevano possedimenti provinciali, o "pays d'états" e, dal 1747 in poi, alle altre province interne della Francia (dopo che diversi Segretari di Stato per gli Affari Esteri avevano rifiutato di assumersi l'amministrazione delle province).
- Il segretario di Stato della Marina supervisionò le colonie, tranne tra il 1749 e il 1754.

Non esisteva un segretario di Stato alla giustizia (questa carica era affidata al Cancelliere francese) né alle finanze (supervisionato dalla carica di Controllore generale delle finanze).